# Valerio Berruti
Pour les articles homonymes, voir Berruti.
Valerio Berruti, né le 15 janvier 1977 à Alba, est un artiste italien. Ses dessins, peintures et sculptures reproduisent des images de la vie quotidienne et des affections familiales.

## Biographie
Valerio Berruti est né à Alba en Italie, et a reçu un diplôme de critique d'art à DAMS à Turin. Il vit et travaille actuellement à Verduno, en Italie, dans une église désaffectée du XVIIe siècle, qu'il a achetée et restaurée en 1995.